# Etroplinae
Sous-famille
Les Etroplinae sont une sous-famille de poissons de la famille des Cichlidae d'Inde et de Madagascar. Une quinzaine d'espèces sont décrites. Les études phylogénétiques placent cette sous-famille à la base des Cichlidae.

## Liste des genres
- Etroplus Cuvier in Cuvier et Valenciennes, 1830 : Inde avec 3 espèces
- Paretroplus Bleeker, 1868 : Madagascar avec 12 espèces